# Rainbow City, Alabama
Rainbow City är en stad (city) i Etowah County, i delstaten Alabama, USA. Enligt United States Census Bureau har staden en folkmängd på 9 591 invånare (2011) och en landarea på 65,9 km².